# Studio Ghibli
Studio Ghibli (株式会社スタジオジブリ (Chu thức hội xã Studio Ghibli) Kabushiki-gaisha Sutajio Jiburi) (tiếng Anh: Studio Ghibli, Inc.) là một hãng phim hoạt hình Nhật Bản có trụ sở tại Koganei, Tokyo, Nhật Bản. Hãng được biết đến nhiều nhất qua việc sản xuất ra các bộ phim anime, ngoài ra hãng cũng sản xuất một vài phim ngắn, các quảng cáo trên truyền hình và một phim hoạt hình nhiều tập chiếu trên truyền hình. Studio Ghibli được thành lập vào tháng 6 năm 1985, sau thành công của Kaze no Tani no Nausicaä (Nausicaä của Thung lũng gió) (1984), với sự tài trợ bởi Tokuma Shoten.
Tám trong số những bộ phim của Studio Ghibli đã lọt vào top 15 phim anime có doanh thu cao nhất mọi thời đại được thực hiện ở Nhật Bản, với Sen và Chihiro ở thế giới thần bí (2001) đứng thứ hai trong danh sách anime có doanh thu cao nhất toàn cầu, đạt doanh thu hơn 274 triệu USD trên toàn cầu. Nhiều tác phẩm của họ giành được giải thưởng Animage Anime Grand Prix, và bốn phim đã đoạt Giải thưởng Viện Hàn lâm Nhật Bản cho Phim hoạt hình của năm. Năm bộ phim của Studio Ghibli được nhận đề cử giải Oscar, với Vùng đất linh hồn và Thiếu niên và chim diệc đều lần lượt giành giải Oscar cho phim hoạt hình hay nhất.

## Tên gọi và biểu tượng
Tên gọi Ghibli được đặt bởi giám đốc Miyazaki Hayao dựa trên tên gọi của chiếc phi cơ Caproni Ca.309 Ghibli, một loại máy bay trinh sát của Ý sử dụng trong Chiến tranh thế giới thứ hai. Trong tiếng Ý, danh từ "ghibli" dựa trên tên bằng tiếng Ả Rập cho sirocco, hay gió Địa Trung Hải - chỉ những cơn gió nóng thổi qua sa mạc Sahara, ý tưởng gợi ý cho định hướng của studio là sẽ "thổi một luồng gió mới vào ngành công nghiệp anime của Nhật Bản". Mặc dù từ gốc trong tiếng Ý được phát âm với âm [[Voiced velar stop|ɡ rất nặng]], tên của công ty trong tiếng Nhật được phát âm với một âm ji [dʑíbu͍ɾi] ⓘ.
Biểu tượng của công ty là nhân vật Totoro trong bộ phim hoạt hình của Miyazaki Tonari no Totoro (Hàng xóm của tôi là Totoro).

## Lịch sử phát triển
Hãng phim được thành lập ngày 15/06/1985 bởi hai đạo diễn phim hoạt hình nổi tiếng Miyazaki Hayao và Takahata Isao. Trước khi hình thành hãng phim thì Miyazaki và Takahata đã có sự nghiệp lâu dài với phim hoạt hình truyền hình và điện ảnh Nhật Bản và đã làm việc cùng nhau với phim The Great Adventure of Horus, Prince of the Sun và Panda! Go, Panda!; Suzuki là một biên tập viên của tạp chí truyện tranh Animage của Tokuma Shoten.
Hãng phim được thành lập sau sự thành công của phim Kaze no Tani no Nausicaä (Nausicaä của Thung lũng gió) vào năm 1984, được viết và đạo diễn bởi Miyazaki cho Topcraft và phân phối bởi công ty Toei. Nguồn gốc của phim xuất phát từ hai tập đầu của chuỗi truyện tranh được viết bởi Miyazaki công bố trong Animage như một chiến lược thu hút mối quan tâm từ công chúng cho phiên bản hoạt hình. Suzuki là một phần của đội ngũ sản xuất phim và thành lập Studio Ghibli cùng với Miyazaki, cũng là người đã mời Takahata gia nhập hãng phim mới này.
Hãng phim chủ yếu sản xuất các phim của Miyazaki, và đạo diễn nhiều phim thứ hai là Takahata (đáng chú ý nhất là phim Mộ đom đóm. Các đạo diễn khác đã làm việc với Studio Ghibli gồm Yoshifumi Kondo, Hiroyuki Morita, Gorō Miyazaki, và Hiromasa Yonebayashi. Nhạc sĩ Hisaishi Joe là người sáng tác nhạc cho hầu hết các bộ phim của Miyazaki ở Ghibli. Trong sách Anime Classics Zettai! của họ, Brian Camp và Julie Davis đã ghi chú rằng Michiyo Yasuda như là "một trụ cột của đội ngũ sản xuất và thiết kế phi thường của Studio Ghibli". Có một thời điểm hãng phim có trụ sở tại Kichijoji, Musashino, Tokyo.
Vào tháng 8 năm 1996, Disney và nhà xuất bản Tokuma Shoten đã đồng ý rằng Walt Disney Studios Motion Pictures sẽ phát hành các phim hoạt hình Studio Ghibli của Tokuma trên toàn thế giới.
Nhiều trong số các phim của Ghibli ở Nhật được phân phối rạp bởi Toho trong khi phát hành video gia đình được xử lý bởi Walt Disney Studios Home Entertainment Nhật Bản. Wild Bunch giữ quyền bán nhiều bộ phim của Ghibli ra quốc tế. Các đối tác phân phối quốc tế chính của Ghibli cũng bao gồm Disney (Japan Home Video, Đài Loan, North America Home Video, Pháp), GKIDS (Bắc Mỹ), StudioCanal UK, và Madman Entertainment (Úc).
Trong nhiều năm, đã có mối quan hệ chặt chẽ giữa Studio Ghibli và tạp chí Animage, nơi thường xuyên phát hành các bài báo độc quyền về hãng phim và các thành viên của hãng trong một mục riêng "Ghi chép về Ghibli". Ảnh minh hoạ trong các phim của Ghibli và các tác phẩm khác cũng thường được ưu tiên làm trang bìa của tạp chí. Giữa năm 1999 và 2005, Studio Ghibli là một chi nhánh của Tokuma Shoten, nhà xuất bản của Animage.
Vào tháng 10 năm 2001, bảo tàng Ghibli mở cửa tại Mitaka, Tokyo. Nó trưng bày các vật dựa trên các bộ phim của Ghibli và triển lãm các phim hoạt hình, bao gồm một số các phim ngắn của Ghibli không có sẵn ở nơi khác.
Hãng phim cũng được biết đến với chính sách "không biên tập" đầy nghiêm khắc trong việc cấp phép cho các bộ phim của họ ra nước ngoài. Đó là do phim Kaze no Tani no Nausicaä (Nausicaä của Thung lũng gió) đã bị biên tập nặng nề để cho bản phát hành phim ở Mỹ với tên Warriors of the Wind (Những chiến binh gió). Chính sách "không cắt" đã được nhấn mạnh khi đồng chủ tịch Harvey Weinstein của hãng Miramax đã đề nghị biên tập lại phim Mononoke Hime (Công chúa Mononoke) để làm cho nó thị trường hơn. Một nhà sản xuất Ghibli được đồn rằng đã gửi một thanh kiếm Nhật thật với thông điệp đơn giản: "Không cắt".
Vào ngày 01/02/2008, Suzuki Toshio đã rời vị trí chủ tịch Studio Ghibli mà ông đã giữ kể từ năm 2005, và Koji Hoshino (cựu chủ tịch của Walt Disney Nhật Bản) đã tiếp quản. Suzuki cho biết ông muốn nâng cao các phim với chính đôi tay mình như là một nhà sản xuất, chứ không phải đòi hỏi điều đó từ các nhân viên của mình. Suzuki quyết định bàn giao chức vụ chủ tịch cho Hoshino bởi vì Hoshino đã giúp Studio Ghibli bán các video của mình kể từ năm 1996, cũng giúp phát hành phim Mononoke Hime (Công chúa Mononoke) ở Mỹ. Suzuki vẫn phục vụ trong ban giám đốc của công ty.
Hai phim ngắn Studio Ghibli được tạo cho bảo tàng Ghibli được trưng bày tại Carnegie Hall Citywise Japan NYC Festival: "House Hunting" và "Mon Mon the Water Spider" được chiếu vào ngày 26/03/2011.
Takahata phát triển một dự án để phát hành sau Ngọn đồi hoa hồng anh của Miyazaki Gorō (đạo diễn của Huyền thoại đất liền và đại dương, là con của Hayao) – một chuyển thể của Taketori Monogatari (Chuyện ông lão đốn tre).
Phim cuối cùng của đạo diễn Hayao Miyazaki trước khi nghỉ hưu là Kaze Tachinu (Gió nổi) về chiến đấu cơ Mitsubishi A6M Zero và người phát minh ra nó.
Vào chủ nhật, 01/09/2013, Hayao Miyazaki đã tổ chức họp báo ở Venice để xác nhận mình nghỉ hưu, nói rằng: "Tôi biết tôi đã nói rằng tôi sẽ nghỉ hưu nhiều lần trong quá khứ. Nhiều người trong số các bạn sẽ nghĩ, 'Một lần nữa.' Nhưng lần này tôi khá nghiêm trọng."
Vào ngày 31/01/2014, hãng công bố Gorō Miyazaki sẽ chỉ đạo chuỗi phim hoạt hình truyền hình đầu tiên của ông ấy, Sanzoku no Musume Rōnya, một chuyển thể của Ronia the Robber's Daughter của tác giả Astrid Lindgren cho NKH. Bộ phim là hoạt hình máy tính, được sản xuất bởi Polygon Pictures, và đồng sản xuất bởi Studio Ghibli.
Vào tháng 3/2014, Suzuki Toshio về hưu khi là một nhà sản xuất và đảm nhận vị trí mới của tổng giám đốc. Yoshiaki Nishimura thay Suzuki trong vai trò nhà sản xuất.
Vào ngày 03/08/2014, Suzuki Toshio thông báo rằng Studio Ghibli sẽ có một "khoảng dừng ngắn" để đánh giá lại và tái cấu trúc trong bối cảnh Miyazaki về hưu. Ông trình bày một số lo ngại về nơi công ty sẽ đi trong tương lai. Điều này dẫn đến suy đoán rằng Studio Ghibli sẽ không bao giờ sản xuất bất kỳ bộ phim nào một lần nữa. Vào ngày 07/11/2014, Miyazaki phát biểu, "Tuy nhiên, đó không phải là ý định của tôi. Tất cả những gì tôi làm là thông báo rằng tôi sẽ nghỉ hưu và không thực hiện bất kỳ chính sách nào nữa." Nhà sản xuất chính Yoshiaki Nishimura trong số nhiều nhân viên khác từ Ghibli đã rời khỏi để tìm đến Studio Ponoc vào tháng 4/2015, làm việc trên phim Mary and the Witch's Flower.
Vào tháng 9/2023, Studio Ghibli trở thành công ty con của Nippon TV sau khi đạo diễn Miyazaki Hayao không tìm được người kế nhiệm. Cụ thể, ban giám đốc của hai công ty thông qua nghị quyết hôm 21/9, giá bán không được tiết lộ. Nippon TV sẽ sở hữu 42,3% cổ phần của hãng hoạt hình, việc mua lại diễn ra vào ngày 6/10. Sau khi sáp nhập, Nippon TV sẽ đảm bảo quyền tự chủ, ghi nhận công sức sáng tạo và giá trị thương hiệu của Studio Ghibli để các nghệ sĩ tập trung vào việc làm phim.
Vào tháng 5/2024, Studio Ghibli được trao Cành cọ vàng danh dự tại Liên hoan phim Cannes. Đây là lần đầu tiên trong lịch sử 77 năm của Liên hoan phim Cannes, giải thưởng danh giá này được dành để vinh danh một tập thể thay vì một cá nhân như thường lệ.

## Đánh giá
Hãng Ghibli được đánh giá là đầu đàn của ngành công nghiệp anime Nhật Bản. Các bộ phim của hãng vừa được đánh giá cao về mặt nghệ thuật, vừa đạt được doanh thu rất cao tại Nhật. Tính đến nay bộ phim Vùng đất linh hồn của hãng Ghibli vẫn đang là bộ phim ăn khách nhất Nhật Bản, bộ phim này đã phá vỡ kỉ lục về doanh thu được lập bởi Công chúa Mononoke (Princess Mononoke) cũng là một sản phẩm của hãng Ghibli.
Các tác phẩm lớn nhất của đạo diễn lừng danh Miyazaki đều được thực hiện tại hãng Ghibli. Bộ phim hoạt hình nổi tiếng và nhận được nhiều lời khen ngợi nhất của hãng mà không phải do Miyazaki đạo diễn có lẽ là Mộ đom đóm, một sản phẩm của đạo diễn Takahata Isao, một tấn bi kịch của hai đứa trẻ mồ côi vào giai đoạn cuối Chiến tranh thế giới thứ hai ở Nhật Bản. Đây cũng là bộ phim duy nhất mà hãng Disney không thể phát hành vì lí do bản quyền với công ty xuất bản quyển sách gốc của tác giả Nosaka Akiyuki.
Theo bảng xếp hạng của trang web dữ liệu điện ảnh uy tín IMDB (Internet Movie Database) thì có tới 4 tác phẩm của hãng Ghibli (bằng với hãng phim hoạt hình nổi tiếng của Mỹ Pixar) nằm trong top 10 phim hoạt hình hay nhất trong đó có 3 phim của Miyazaki (Spirited Away (Vùng Đất Linh Hồn); Princess Mononoke (Công chúa Mononoke); My Neighbor Totoro (Hàng xóm tôi là Totoro)), 1 phim của Takahata (Mộ đom đóm). Đặc biệt Vùng Đất Linh Hồn đứng đầu danh sách.

## Tác phẩm đã phát hành

### Phim truyện
Kaze no Tani no Nausicaä (Nausicaä của Thung lũng gió) thường được xem là một bộ phim Studio Ghibli, mặc dù nó được sản xuất và phát hành trước khi Ghibli chính thức thành lập. 
| Danh sách phim truyện | Danh sách phim truyện                                                                                   | Danh sách phim truyện               | Danh sách phim truyện | Danh sách phim truyện                           | Danh sách phim truyện                                                         | Danh sách phim truyện | Danh sách phim truyện |
| Năm                   | Tên | Tên Việt                            | Đạo diễn              | Biên kịch                                       | Nhà sản xuất                                                                  | Nhạc                  | RT                    |
| --------------------- | --- | ----------------------------------- | --------------------- | ----------------------------------------------- | ----------------------------------------------------------------------------- | --------------------- | --------------------- |
| 1986                  | Tenkū no Shiro Rapyuta Laputa: Castle in the Sky                                                        | Laputa: Lâu đài trên không          | Miyazaki Hayao        | Miyazaki Hayao                                  | Takahata Isao                                                                 | Hisaishi Joe          | 95%                   |
| 1988                  | Hotaru no haka Grave of the Fireflies                                                                   | Mộ đom đóm                          | Takahata Isao         | Takahata Isao                                   | Hara Toru                                                                     | Mamiya Michio         | 97%                   |
| 1988                  | Tonari no Totoro My Neighbor Totoro                                                                     | Hàng xóm của tôi là Totoro          | Miyazaki Hayao        | Miyazaki Hayao                                  | Hara Toru                                                                     | Hisaishi Joe          | 93%                   |
| 1989                  | Majo no Takkyūbin Kiki's Delivery Service                                                               | Dịch vụ giao hàng của phù thủy Kiki | Miyazaki Hayao        | Miyazaki Hayao                                  | Miyazaki Hayao                                                                | Hisaishi Joe          | 96%                   |
| 1991                  | Omohide Poro Poro Only Yesterday                                                                        | Chỉ còn ngày hôm qua                | Takahata Isao         | Takahata Isao                                   | Suzuki Toshio                                                                 | Hoshi Katz            | 100%                  |
| 1992                  | Kurenai no Buta Porco Rosso                                                                             | Chú heo màu đỏ                      | Miyazaki Hayao        | Miyazaki Hayao                                  | Suzuki Toshio                                                                 | Hisaishi Joe          | 94%                   |
| 1994                  | Heisei Tanuki Gassen Ponpoko Pom Poko                                                                   | Cuộc chiến gấu mèo                  | Takahata Isao         | Takahata Isao                                   | Suzuki Toshio                                                                 | Shang Shang Typhoon   | 78%                   |
| 1995                  | Mimi wo Sumaseba Whisper of the Heart                                                                   | Lời thì thầm của trái tim           | Kondō Yoshifumi       | Miyazaki Hayao                                  | Suzuki Toshio                                                                 | Nomi Yuji             | 91%                   |
| 1997                  | Mononoke Hime Princess Mononoke                                                                         | Công chúa Mononoke                  | Miyazaki Hayao        | Miyazaki Hayao                                  | Suzuki Toshio                                                                 | Hisaishi Joe          | 92%                   |
| 1999                  | Hōhokekyo Tonari no Yamada-kun My Neighbors the Yamadas                                                 | Gia đình Yamada                     | Takahata Isao         | Takahata Isao                                   | Suzuki Toshio                                                                 | Yano Akiko            | 75%                   |
| 2001                  | Sen to Chihiro no Kamikakushi Spirited Away                                                             | Sen và Chihiro ở thế giới thần bí   | Miyazaki Hayao        | Miyazaki Hayao                                  | Suzuki Toshio                                                                 | Hisaishi Joe          | 97%                   |
| 2002                  | Neko no Ongaeshi The Cat Returns                                                                        | Loài mèo trả ơn                     | Morita Hiroyuki       | Yoshida Reiko                                   | Takahashi Nozomu & Suzuki Toshio                                              | Nomi Yuji             | 89%                   |
| 2004                  | Hauru no Ugoku Shiro Howl's Moving Castle                                                               | Lâu đài bay của pháp sư Howl        | Miyazaki Hayao        | Miyazaki Hayao                                  | Suzuki Toshio                                                                 | Hisaishi Joe          | 87%                   |
| 2006                  | Gedo Senki Tales from Earthsea                                                                          | Huyền thoại đất liền và đại dương   | Miyazaki Gorō         | Miyazaki Gorō & Niwa Keiko                      | Suzuki Toshio & Tomohiko Ishii                                                | Terashima Tamiya      | 41%                   |
| 2008                  | Gake no Ue no Ponyo Ponyo Ponyo on the Cliff by the Sea                                                 | Cô bé người cá Ponyo                | Miyazaki Hayao        | Miyazaki Hayao                                  | Suzuki Toshio                                                                 | Hisaishi Joe          | 92%                   |
| 2010                  | Karigurashi no Arrietty Arrietty (UK) The Secret World of Arrietty (US) The Borrower Arrietty (Quốc tế) | Thế giới bí mật của Arrietty        | Yonebayashi Hiromasa  | Miyazaki Hayao & Niwa Keiko                     | Suzuki Toshio                                                                 | Cécile Corbel         | 95%                   |
| 2011                  | Kokuriko-zaka Kara From Up on Poppy Hill                                                                | Ngọn đồi hoa hồng anh               | Miyazaki Gorō         | Miyazaki Hayao & Niwa Keiko                     | Suzuki Toshio                                                                 | Takebe Satoshi        | 83%                   |
| 2013                  | Kaze Tachinu The Wind Rises                                                                             | Khi gió lên                         | Miyazaki Hayao        | Miyazaki Hayao                                  | Suzuki Toshio                                                                 | Hisaishi Joe          | 89%                   |
| 2013                  | Kaguya-hime no Monogatari The Tale of the Princess Kaguya                                               | Chuyện công chúa Kaguya             | Takahata Isao         | Takahata Isao & Sakaguchi Riko                  | Yoshiaki Nishimura                                                            | Hisaishi Joe          | 100%                  |
| 2014                  | Omoide no Marnie When Marnie Was There                                                                  | Hồi ức về Marnie                    | Yonebayashi Hiromasa  | Yonebayashi Hiromasa, Niwa Keiko & Ando Masashi | Yoshiaki Nishimura                                                            | Muramatsu Takatsugu   | 92%                   |
| 2016                  | Reddo Tātoru: Aru Shima no Monogatari The Red Turtle (UK) La Tortue Rouge (Pháp)                        | Rùa đỏ                              | Michaël Dudok de Wit  | Michaël Dudok de Wit Pascale Ferran             | Suzuki Toshio Takahata Isao Vincent Maraval Pascal Caucheteux Grégoire Sorlat | Laurent Perez del Mar | 93%                   |
| 2020                  | Āya to Majo Earwig and the Witch                                                                        | Earwig và Phù thủy                  | Miyazaki Gorō         | Niwa Keiko Gunji Emi                            | Toshio Suzuki                                                                 | Takebe Satoshi        | 29%                   |
| 2023                  | Kimi-tachi wa Dō Ikiru ka The Boy and the Heron                                                         | Thiếu niên và chim diệc             | Miyazaki Hayao        | Miyazaki Hayao                                  | Toshio Suzuki                                                                 | Hisaishi Joe          | 98%                   |

### Phim truyền hình
| Danh sách phim truyền hình | Danh sách phim truyền hình | Danh sách phim truyền hình | Danh sách phim truyền hình | Danh sách phim truyền hình | Danh sách phim truyền hình                    | Danh sách phim truyền hình | Danh sách phim truyền hình |
| Năm                        | Tên                        | Tên Việt                   | Đạo diễn                   | Biên kịch                  | Nhà sản xuất                                  | Nhạc                       | RT                         |
| -------------------------- | -------------------------- | -------------------------- | -------------------------- | -------------------------- | --------------------------------------------- | -------------------------- | -------------------------- |
| 1993                       | Umi ga Kikoeru Ocean Waves | Sóng biển                  | Tomomi Mochizuki           | Kaori Nakamura             | Toshio Suzuki, Nozomu Takahashi & Seiji Okuda | Shigeru Nagata             | —                          |

### Phim truyền hình nhiều tập
| Danh sách phim truyền hình nhiều tập | Danh sách phim truyền hình nhiều tập                | Danh sách phim truyền hình nhiều tập | Danh sách phim truyền hình nhiều tập | Danh sách phim truyền hình nhiều tập | Danh sách phim truyền hình nhiều tập                     |
| Năm                                  | Tên                                                 | Tên Việt                             | Đạo diễn                             | Hãng phim                            | Ghi chú                                                  |
| ------------------------------------ | --------------------------------------------------- | ------------------------------------ | ------------------------------------ | ------------------------------------ | -------------------------------------------------------- |
| 2014                                 | Sanzoku no Musume Rōnya Ronia the Robber's Daughter | Ronja – Con gái tướng cướp           | Gorō Miyazaki                        | Polygon Pictures và Studio Ghibli    | Dựa trên Ronia the Robber's Daughter của Astrid Lindgren |

### Phim ngắn
Có nhiều phim ngắn, bao gồm những bản được tạo ra để phát hành cho rạp, truyền hình, và bảo tàng Ghibli. Những video nhạc và các bản phát hành phim hoạt hình video gốc (rạp và truyền hình) cũng được liệt kê trong phần này.
| Năm         | Tên | Đạo diễn         | Nhà sản xuất         | Ghi chú |
| ----------- | --- | ---------------- | -------------------- | --- |
| 1995        | On Yua Māku (On Your Mark)                                                                                                  | Miyazaki Hayao   | Miyazaki Hayao       | Đoạn phim ca nhạc quảng cáo cho Chage & Aska                                                                      |
| 2000        | Giburīzu (Ghiblies) | Yoshiyuki Momose | Hiroyuki Watanabe    | Phim hoạt hình hài ngắn 12 phút                                                                                   |
| 2001        | Kujiratori (The Whale Hunt)                                                                                                 | Miyazaki Hayao   |                      | Bảo tàng Ghibli                                                                                                   |
| 2001 - 2009 | Firumu Guru Guru (Film Guru Guru) - Kūsō no Kikaitachi no Naka no Hakai no Hatsumei (2002) - The Theory of Evolution (2009) | Miyazaki Hayao   | Hiromasa Yonebayashi | Bảo tàng Ghibli                                                                                                   |
| 2002        | Ghiblies Episode 2 | Yoshiyuki Momose |                      | Chiếu rạp đầu phim Loài mèo trả ơn                                                                                |
| 2002        | Koro no Daisanpo (Koro's Big Day Out)                                                                                       | Miyazaki Hayao   |                      | Bảo tàng Ghibli                                                                                                   |
| 2002        | Kūsō no Sora Tobu Kikaitachi (Imaginary Flying Machines)                                                                    | Miyazaki Hayao   | Toshio Suzuki        | Bảo tàng Ghibli                                                                                                   |
| 2002        | Mei to Konekobasu Mei and the Kittenbus                                                                                     | Miyazaki Hayao   |                      | Bảo tàng Ghibli                                                                                                   |
| 2004        | Portable Airport | Yoshiyuki Momose |                      | Đoạn phim ca nhạc được tạo bởi Studio Kajino cho Capsule                                                          |
| 2004        | Space Station No. 9 | Yoshiyuki Momose |                      | Đoạn phim ca nhạc được tạo bởi Studio Kajino cho Capsule                                                          |
| 2005        | Doredore no Uta | Osamu Tanabe     |                      | Đoạn phim ca nhạc quảng cáo cho Meiko Haigou                                                                      |
| 2005        | Sora Tobu Toshi Keikaku (A Flying City Plan)                                                                                | Yoshiyuki Momose |                      | Đoạn phim ca nhạc được tạo bởi Studio Kajino cho Capsule                                                          |
| 2005        | Yadosagashi (Looking For A House)                                                                                           | Miyazaki Hayao   | Miyazaki Hayao       | Bảo tàng Ghibli                                                                                                   |
| 2006        | Hoshi o Katta Hi (The Day I Bought a Star) (The Day I Harvested a Star)                                                     | Miyazaki Hayao   | Miyazaki Hayao       | Bảo tàng Ghibli                                                                                                   |
| 2006        | Mizugumo Monmon (Water Spider Monmon)                                                                                       | Miyazaki Hayao   | Miyazaki Hayao       | Bảo tàng Ghibli                                                                                                   |
| 2006        | Taneyamagahara no Yoru (The Night of Taneyamagahara)                                                                        | Kazuo Oga        |                      | Phiên bản DVD được phát hành ở Nhật vào ngày 7/7/2006                                                             |
| 2007        | Ibarādo Jikan (Iblard Jikan) (Iblard Time)                                                                                  | Naohisa Inoue    |                      | Phát hành ở Nhật ở định dạng đĩa DVD và Blu-ray vào ngày 4/7/2007, như là một phần của bộ sưu tập Ghibli ga Ippai |
| 2009        | Piece | Yoshiyuki Momose |                      | Đoạn phim ca nhạc quảng cáo cho Aragaki Yui                                                                       |
| 2010        | Chūzumō (Chu Zumo) |                  |                      | Bảo tàng Ghibli                                                                                                   |
| 2010        | Pandane to Tamago Hime (Mr. Dough and the Egg Princess)                                                                     | Miyazaki Hayao   |                      | Bảo tàng Ghibli                                                                                                   |
| 2011        | The Treasure Hunt |                  |                      | Bảo tàng Ghibli                                                                                                   |
| 2012        | Giant God Warrior Appears In Tokyo                                                                                          |                  |                      | Chiếu tại Bảo tàng nghệ thuật đương đại Tokyo                                                                     |

### Trò chơi điện tử
| Năm  | Tên                                    | Nhà phát triền            | Nền tảng      |
| ---- | -------------------------------------- | ------------------------- | ------------- |
| 1998 | Jade Cocoon: Story of the Tamamayu     | Genki                     | PlayStation   |
| 2001 | Jade Cocoon 2                          | Genki                     | PlayStation 2 |
| 2002 | Magic Pengel                           | Garakuda-Studio and Taito | PlayStation 2 |
| 2010 | Ni no Kuni: Dominion of the Dark Djinn | Level-5                   | Nintendo DS   |
| 2011 | Ni no Kuni: Wrath of the White Witch   | Level-5                   | PlayStation 3 |

### Quảng cáo
| Tên                                     | Nhà phát hành          | Đạo diễn                        | Ghi chú                                                                     |
| --------------------------------------- | ---------------------- | ------------------------------- | --------------------------------------------------------------------------- |
| Nandarō (What's That?)                  | Nippon TV              | Miyazaki Hayao                  | Sản xuất để kỷ niệm NTV lần 40                                              |
| Sora Iro no Tane (The Sky-Colored Seed) | Nippon TV              | Miyazaki Hayao                  | Dựa trên sách của Rieko Nakagawa với hình ảnh minh hoạ bởi Yuriko Ōmura     |
| Hotaru no Haka                          | Kinyō Roadshow         | Yoshifumi Kondō                 | Dựa trên phim Mộ đom đóm                                                    |
| Kinyō Roadshow Opening                  | Kinyō Roadshow         | Yoshifumi Kondō                 |                                                                             |
| www.TVshop1.com                         | TVshop1.com            | Yoshiyuki Momose                |                                                                             |
| LAWSON Sen to Chihiro no Kamikakushi    | Lawson                 |                                 | Cửa hàng tiện ích Lawson gắn liền với DVD Sen và Chihiro ở thế giới thần bí |
| Umacha (Tasty Tea)                      | Asahi Soft Drinks      | Yoshiyuki Momose                | Một số quảng cáo với giọng của Rina Uchiyama và Takashi Naitō               |
| Ghibli Museum Tickets                   | Bảo tàng Ghibli        | Miyazaki Hayao                  | Thông báo về việc mở bảo tàng Studio Ghibli ở Mitaka, Tokyo                 |
| House Foods – The Cat Returns           | House Foods            |                                 | Các sản phẩm House Foods liên tục cho chiến dịch Loài mèo trả ơn            |
| Resona Bank                             | Resona Holdings        |                                 | Cho các ngân hàng thuộc sở hữu của Resona                                   |
| O-uchi de Tabeyou                       | House Foods            | Miyazaki Hayao Yoshiyuki Momose | House Foods phiên bản thương mại, mùa hè                                    |
| O-uchi de Tabeyou                       | House Foods            | Yoshiyuki Momose                | House Foods phiên bản thương mại, mùa đông                                  |
| KNB Yumedegi                            | Kitanihon Broadcasting | Shinji Hashimoto                |                                                                             |
| Yomiuri Shimbun – Kawaraban             | Yomiuri Shimbun        |                                 |                                                                             |
| Yomiuri Shimbun – Dore Dore Hikkōshi    | Yomiuri Shimbun        |                                 |                                                                             |
| Nisshin Seifun                          | Yomiuri Shimbun        | Katsuya Kondō                   | TV spot được thiết kế bởi Toshio Suzuki và Gorō Miyazaki                    |
| Yomiuri Shimbun                         | Yomiuri Shimbun        | Gorō Miyazaki                   | TV spot cho báo chí, hoạt hình theo phong cách của Shigeru Sugiura          |

### Phim tài liệu
- Sekai Waga Kokoro no Tabi (1998) (cuộc gặp gỡ giữa Takahata Isao và đạo diễn Frédéric Back ở Canada)
- Sekai Waga Kokoro no Tabi (1999) (chuyến đi tìm hiểu cuộc đời Antoine de Saint-Exupéry của đạo diễn Miyazaki)
- Otsuka Yasuo no Ugokasu Yorokobi (2004) (bộ phim tài liệu về nhà làm phim hoạt hình Otsuka Yasuo)
- Miyazaki Hayao to Ghibli Bijyutsukan (2005) (giới thiệu về bảo tàng Ghibli của Miyazaki Goro và Takahata Isao)

## Các nhà sản xuất phim hoạt hình và các nhà thiết kế nhân vật đáng chú ý từ Studio Ghibli
- Kitarō Kōsaka (Monster, Master Keaton, và Nasu)
- Masashi Ando (Paranoia Agent và Paprika)
- Kenichi Yoshida (Overman King Gainer và Eureka Seven)
- Akihiko Yamashita (Tide-Line Blue, Princess Nine, Strange Dawn, và Relic Armor Legacium)

## Thành tựu

### Những thành tựu đáng kể
- Phim có doanh thu cao nhất năm 1989 ở Nhật Bản: Dịch vụ giao hàng của phù thủy Kiki
- Phim có doanh thu cao nhất năm 1991 ở Nhật Bản: Omohide Poro Poro (Ngày hôm qua)
- Phim có doanh thu cao nhất năm 1992 ở Nhật Bản: Kurenai no Buta (Porco Rosso) (Chú heo màu đỏ)
- Phim có doanh thu cao nhất năm 1994 ở Nhật Bản: Heisei Tanuki Gassen Ponpoko (Pom Poko) (Cuộc Chiến Gấu Mèo)
- Phim có doanh thu cao nhất năm 2013 ở Nhật Bản: Kaze Tachinu (Gió nổi)[56]
- Phim Studio Ghibli đầu tiên sử dụng đồ hoạ máy tính: Heisei Tanuki Gassen Ponpoko (Pom Poko) (Cuộc Chiến Gấu Mèo)
- Phim Nhật Bản đầu tiên ở công nghệ Dolby Digital: Lời thì thầm của trái tim.
- Phim Miyazaki đầu tiên sử dụng đồ hoạ máy tính, và phim Studio Ghibli đầu tiên sử dụng màu kỹ thuật số; phim hoạt hình đầu tiên trong lịch sử Nhật Bản thu về hơn 10 tỷ yen tại phòng vé và phim hoạt hình đầu tiên giành chiến thắng Giải Viện Hàn lâm Nhật Bản cho phim hay nhất của năm: Mononoke Hime (Công chúa Mononoke)
- Phim Studio Ghibli đầu tiên được quay bằng cách sử dụng 100% quy trình kỹ thuật số: Hōhokekyo Tonari no Yamada-kun (Gia đình Yamada)
- Phim Miyazaki đầu tiên được quay bằng cách sử dụng 100% quy trình kỹ thuật số; phim đầu tiên thu về 200 triệu USD trên toàn thế giới trước khi công chiếu ở Bắc Mỹ; bộ phim đã vượt qua Titanic tại phòng vé Nhật Bản, trở thành phim có doanh thu cao nhất trong lịch sử của phim chiếu rạp Nhật Bản; Sen và Chihiro ở thế giới thần bí và Thiếu niên và chim diệc là hai bộ phim hoạt hình truyền thống và không nói tiếng Anh chiến thắng giải Oscar cho phim hoạt hình hay nhất.

### Giải thưởng
| Danh sách giải thưởng và đề cử của các bộ phim từ Studio Ghibli | Danh sách giải thưởng và đề cử của các bộ phim từ Studio Ghibli                                        | Danh sách giải thưởng và đề cử của các bộ phim từ Studio Ghibli | Danh sách giải thưởng và đề cử của các bộ phim từ Studio Ghibli | Danh sách giải thưởng và đề cử của các bộ phim từ Studio Ghibli |
| Năm                                                             | Tên | Tên tiếng Việt                                                  | Giải thưởng                                                     | Kết quả                                                         |
| --------------------------------------------------------------- | --- | --------------------------------------------------------------- | --------------------------------------------------------------- | --------------------------------------------------------------- |
| 1986                                                            | Tenkū no Shiro Rapyuta Laputa: Castle in the sky                                                       | Lâu đài trên không Laputa                                       | Anime Grand Prix                                                | Đoạt giải                                                       |
| 1988                                                            | Tonari no Totoro My Neighbor Totoro                                                                    | Hàng xóm của tôi là Totoro                                      | Anime Grand Prix                                                | Đoạt giải                                                       |
| 1989                                                            | Majo no Takkyūbin Kiki's Delivery Service                                                              | Dịch vụ giao hàng của phù thủy Kiki                             | Anime Grand Prix                                                | Đoạt giải                                                       |
| 1991                                                            | Omohide Poro Poro Only Yesterday                                                                       | Ngày hôm qua                                                    |                                                                 |                                                                 |
| 1992                                                            | Kurenai no Buta Porco Rosso                                                                            | Chú heo màu đỏ                                                  |                                                                 |                                                                 |
| 1993                                                            | Umi ga Kikoeru Ocean Waves                                                                             | Sóng biển                                                       |                                                                 |                                                                 |
| 1994                                                            | Heisei Tanuki Gassen Ponpoko Pom Poko                                                                  | Cuộc Chiến Gấu Mèo                                              |                                                                 |                                                                 |
| 1995                                                            | Mimi wo Sumaseba Whisper of the Heart                                                                  | Lời thì thầm của trái tim                                       |                                                                 |                                                                 |
| 1997                                                            | Mononoke Hime Princess Mononoke                                                                        | Công chúa Mononoke                                              | Anime có doanh thu cao nhất (#07)                               |                                                                 |
| 1999                                                            | Hōhokekyo Tonari no Yamada-kun My Neighbors the Yamadas                                                | Gia đình Yamada                                                 |                                                                 |                                                                 |
| 2001                                                            | Sen to Chihiro no Kamikakushi Spirited Away                                                            | Sen và Chihiro ở thế giới thần bí                               | Giải Oscar cho phim hoạt hình hay nhất (2002)                   | Đoạt giải                                                       |
| 2001                                                            | Sen to Chihiro no Kamikakushi Spirited Away                                                            | Sen và Chihiro ở thế giới thần bí                               | Giải Gấu vàng Liên hoan phim quốc tế Berlin (2002)              | Đoạt giải                                                       |
| 2001                                                            | Sen to Chihiro no Kamikakushi Spirited Away                                                            | Sen và Chihiro ở thế giới thần bí                               | Anime có doanh thu cao nhất (#01)                               |                                                                 |
| 2002                                                            | Neko no Ongaeshi The Cat Returns                                                                       | Loài mèo trả ơn                                                 | Anime có doanh thu cao nhất (#25)                               |                                                                 |
| 2004                                                            | Hauru no Ugoku Shiro Howl's Moving Castle                                                              | Lâu đài bay của pháp sư Howl                                    | Giải Oscar cho phim hoạt hình hay nhất (2005)                   | Đề cử                                                           |
| 2004                                                            | Hauru no Ugoku Shiro Howl's Moving Castle                                                              | Lâu đài bay của pháp sư Howl                                    | Anime có doanh thu cao nhất (#03)                               |                                                                 |
| 2006                                                            | Gedo Senki Tales from Earthsea                                                                         | Huyền thoại đất liền và đại dương                               | Giải Viện Hàn lâm Nhật Bản (2007)                               | Đề cử                                                           |
| 2006                                                            | Gedo Senki Tales from Earthsea                                                                         | Huyền thoại đất liền và đại dương                               | Anime có doanh thu cao nhất (#14)                               |                                                                 |
| 2008                                                            | Gake no Ue no Ponyo Ponyo Ponyo on the Cliff by the Sea                                                | Nàng tiên cá phương Đông                                        | Giải Viện Hàn lâm Nhật Bản (2009)                               | Đoạt giải                                                       |
| 2008                                                            | Gake no Ue no Ponyo Ponyo Ponyo on the Cliff by the Sea                                                | Nàng tiên cá phương Đông                                        | Anime có doanh thu cao nhất (#04)                               |                                                                 |
| 2010                                                            | Karigurashi no Arrietty Arrietty (UK) The secret world of Arrietty (US) The Borrower Arriett (Quốc tế) | Thế giới bí mật của Arrietty                                    | Giải Viện Hàn lâm Nhật Bản (2011)                               | Đoạt giải                                                       |
| 2010                                                            | Karigurashi no Arrietty Arrietty (UK) The secret world of Arrietty (US) The Borrower Arriett (Quốc tế) | Thế giới bí mật của Arrietty                                    | Anime có doanh thu cao nhất (#08)                               |                                                                 |
| 2011                                                            | Kokuriko-zaka Kara From Up on Poppy Hill                                                               | Ngọn đồi hoa hồng anh                                           | Giải Viện Hàn lâm Nhật Bản (2012)                               | Đoạt giải                                                       |
| 2011                                                            | Kokuriko-zaka Kara From Up on Poppy Hill                                                               | Ngọn đồi hoa hồng anh                                           | Anime có doanh thu cao nhất (#18)                               |                                                                 |
| 2013                                                            | Kaze Tachinu The Wind Rises                                                                            | Khi gió lên                                                     | Giải Oscar cho phim hoạt hình hay nhất (2013)                   | Đề cử                                                           |
| 2013                                                            | Kaze Tachinu The Wind Rises                                                                            | Khi gió lên                                                     | Giải Viện Hàn lâm Nhật Bản (2014)                               | Đoạt giải                                                       |
| 2013                                                            | Kaze Tachinu The Wind Rises                                                                            | Khi gió lên                                                     | Anime có doanh thu cao nhất (#09)                               |                                                                 |
| 2013                                                            | Kaguya-hime no Monogatari The Tale of the Princess Kaguya                                              | Chuyện công chúa Kaguya                                         | Giải Oscar cho phim hoạt hình hay nhất (2014)                   | Đề cử                                                           |
| 2013                                                            | Kaguya-hime no Monogatari The Tale of the Princess Kaguya                                              | Chuyện công chúa Kaguya                                         | Giải Viện Hàn lâm Nhật Bản (2014)                               | Đề cử                                                           |
| 2014                                                            | Omoide no Marnie When Marnie Was There                                                                 | Hồi ức về Marnie                                                | Giải Viện Hàn lâm Nhật Bản (2015)                               | Đề cử                                                           |
| 2023                                                            | Kimi-tachi wa Dō Ikiru ka The Boy and the Heron                                                        | Thiếu niên và chim diệc                                         | Giải Oscar cho phim hoạt hình hay nhất (2024)                   | Đoạt giải                                                       |
| 2023                                                            | Kimi-tachi wa Dō Ikiru ka The Boy and the Heron                                                        | Thiếu niên và chim diệc                                         | Giải BAFTA cho phim hoạt hình hay nhất (2024)                   | Đoạt giải                                                       |
| 2023                                                            | Kimi-tachi wa Dō Ikiru ka The Boy and the Heron                                                        | Thiếu niên và chim diệc                                         | Giải Quả cầu vàng cho phim hoạt hình hay nhất (2024)            | Đoạt giải                                                       |

### Phim tài liệu
- This Is How Ghibli Was Born (ジブリはこうして生まれた Jiburi wa kōshite umareta?). Phim tài liệu năm 1998, Nippon TV, 28 phút.
- The Kingdom of Dreams and Madness (夢と狂気の王国 Yume to Kyoki no Okoku?). Phim tài liệu năm 2013 bởi Mami Sunada, 118 phút.